# 雷奇欧拉国家公园
雷奇欧拉国家公园（英語：Rakiura National Park）也称拉奇乌拉国家公园，位于新西兰南部斯图尔特岛。成立于2002年，为新西兰最年轻的一座国家公园。面积1570平方公里，约占整个斯图尔特岛的85%。公园内栖息有几维鸟、黄眼企鹅等多种珍稀鸟类。